# Сан-Джованни-Липьони
Сан-Джованни-Липьони (итал. San Giovanni Lipioni) — коммуна в Италии, располагается в регионе Абруццо, в провинции Кьети.
Население составляет 271 человек (2008 г.), плотность населения составляет 34 чел./км². Занимает площадь 8 км². Почтовый индекс — 66050. Телефонный код — 0873.
Покровителем коммуны почитается святой Феликс. Празднование 20 августа. 

## Демография
Динамика населения:

## Администрация коммуны
- Официальный сайт: http://www.comunesangiovannilipioni.it